# Алі Ченгіз
Алі Ченгіз (тур. Ali Cengiz; нар. 8 квітня 1996, Акхісар, Маніса) — турецький борець греко-римського стилю, чемпіон світу, дворазовий срібний призер чемпіонатів Європи, бронзовий призер чемпіонату світу серед військовослужбовців, чемпіон світу серед студентів, бронзовий призер Середземноморських ігор, срібний призер Ігор ісламської солідарності, учасник Олімпійських ігор.

## Спортивні результати на міжнародних змаганнях

### Виступи на Олімпіадах
| Змагання                    | Збірна    | Вагова категорія                 | Місце |
| --------------------------- | --------- | -------------------------------- | ----- |
| Літні Олімпійські ігри 2024 | Туреччина | греко-римська боротьба, до 87 кг | 10    |

### Виступи на Чемпіонатах світу
| Змагання                        | Збірна    | Вагова категорія                 | Місце  |
| ------------------------------- | --------- | -------------------------------- | ------ |
| Чемпіонат світу з боротьби 2022 | Туреччина | греко-римська боротьба, до 87 кг | Бронза |
| Чемпіонат світу з боротьби 2023 | Туреччина | греко-римська боротьба, до 87 кг | Золото |

### Виступи на Чемпіонатах Європи
| Змагання                         | Збірна    | Вагова категорія                 | Місце  |
| -------------------------------- | --------- | -------------------------------- | ------ |
| Чемпіонат Європи з боротьби 2023 | Туреччина | греко-римська боротьба, до 87 кг | Срібло |
| Чемпіонат Європи з боротьби 2024 | Туреччина | греко-римська боротьба, до 87 кг | Срібло |

### Виступи на Кубках світу
| Змагання                    | Збірна    | Вагова категорія | Місце |
| --------------------------- | --------- | ---------------- | ----- |
| Кубок світу з боротьби 2022 | Туреччина | команда          | 4     |

### Виступи на Чемпіонатах світу серед військовослужбовців
| Змагання                                                  | Збірна    | Вагова категорія                 | Місце  |
| --------------------------------------------------------- | --------- | -------------------------------- | ------ |
| Чемпіонат світу з боротьби серед військовослужбовців 2024 | Туреччина | греко-римська боротьба, до 87 кг | Бронза |

### Виступи на Чемпіонатах світу серед студентів
| Змагання                                        | Збірна    | Вагова категорія                 | Місце  |
| ----------------------------------------------- | --------- | -------------------------------- | ------ |
| Чемпіонат світу з боротьби серед студентів 2018 | Туреччина | греко-римська боротьба, до 87 кг | Золото |

### Виступи на Іграх ісламської солідарності
| Змагання                          | Збірна    | Вагова категорія                 | Місце  |
| --------------------------------- | --------- | -------------------------------- | ------ |
| Ігри ісламської солідарності 2017 | Туреччина | греко-римська боротьба, до 85 кг | Срібло |

### Виступи на Середземноморських іграх
| Змагання                    | Збірна    | Вагова категорія                 | Місце  |
| --------------------------- | --------- | -------------------------------- | ------ |
| Середземноморські ігри 2022 | Туреччина | греко-римська боротьба, до 87 кг | Бронза |

### Виступи на інших змаганнях
| Змагання                                            | Збірна    | Вагова категорія                 | Місце  |
| --------------------------------------------------- | --------- | -------------------------------- | ------ |
| Золотий Гран-прі з боротьби 2013 (Баку)             | Туреччина | греко-римська боротьба, до 84 кг | 16     |
| Турнір Вехбі Емре 2014                              | Туреччина | греко-римська боротьба, до 80 кг | 5      |
| Турнір Вехбі Емре і Гаміта Каплана 2015             | Туреччина | греко-римська боротьба, до 85 кг | 7      |
| Кубок Алроси 2015                                   | Туреччина | греко-римська боротьба, до 85 кг | 5      |
| Золотий Гран-прі з боротьби 2015                    | Туреччина | греко-римська боротьба, до 85 кг | 18     |
| Кубок Тахті 2017                                    | Туреччина | команда                          | 4      |
| Турнір Вехбі Емре і Гаміта Каплана 2017             | Туреччина | греко-римська боротьба, до 85 кг | 11     |
| Кубок Владислава Пітласинські 2017                  | Туреччина | греко-римська боротьба, до 85 кг | 7      |
| Гран-прі Загреба з боротьби 2018                    | Туреччина | греко-римська боротьба, до 87 кг | 10     |
| Турнір Г. Картозія і В. Балавадзе 2018              | Туреччина | греко-римська боротьба, до 87 кг | Бронза |
| Турнір Вехбі Емре і Гаміта Каплана 2018             | Туреччина | греко-римська боротьба, до 87 кг | 7      |
| Гран-прі Німеччини з боротьби 2018                  | Туреччина | греко-римська боротьба, до 87 кг | Бронза |
| Турнір Вехбі Емре і Гаміта Каплана 2019             | Туреччина | греко-римська боротьба, до 87 кг | Срібло |
| Гран-прі Загреба з боротьби 2019                    | Туреччина | греко-римська боротьба, до 87 кг | 15     |
| Турнір міста Сассарі з боротьби 2019                | Туреччина | греко-римська боротьба, до 87 кг | 10     |
| Меморіал Маттео Пелліконе 2020                      | Туреччина | греко-римська боротьба, до 87 кг | Бронза |
| Кубок Владислава Пітласинські 2020                  | Туреччина | греко-римська боротьба, до 87 кг | Бронза |
| Гран-прі Загреба з боротьби 2021                    | Туреччина | греко-римська боротьба, до 87 кг | Бронза |
| Турнір Вехбі Емре і Гаміта Каплана 2021             | Туреччина | греко-римська боротьба, до 87 кг | 5      |
| Турнір Вехбі Емре і Гаміта Каплана 2022             | Туреччина | греко-римська боротьба, до 87 кг | Бронза |
| Міжнародний турнір Любомира Івановича-Гедзи 2022    | Туреччина | греко-римська боротьба, до 87 кг | 5      |
| Турнір Ібрагіма Мустафи 2023                        | Туреччина | греко-римська боротьба, до 87 кг | Срібло |
| Турнір К. У. Кожомкула і Р. Санатбаєва 2023         | Туреччина | греко-римська боротьба, до 87 кг | Бронза |
| Турнір Яшара Догу, Вехбі Емре і Гаміта Каплана 2024 | Туреччина | греко-римська боротьба, до 97 кг | 23     |
| Меморіал Імре Поляка та Яноша Варги 2024            | Туреччина | греко-римська боротьба, до 87 кг | 5      |

### Виступи на змаганнях молодших вікових груп
| Змагання                                       | Збірна    | Вагова категорія                 | Місце  |
| ---------------------------------------------- | --------- | -------------------------------- | ------ |
| Чемпіонат Європи з боротьби серед кадетів 2013 | Туреччина | греко-римська боротьба, до 76 кг | 21     |
| Чемпіонат світу з боротьби серед кадетів 2013  | Туреччина | греко-римська боротьба, до 76 кг | Бронза |
| Чемпіонат Європи з боротьби серед юніорів 2015 | Туреччина | греко-римська боротьба, до 84 кг | Бронза |
| Чемпіонат світу з боротьби серед юніорів 2015  | Туреччина | греко-римська боротьба, до 84 кг | Золото |
| Чемпіонат Європи з боротьби серед юніорів 2016 | Туреччина | греко-римська боротьба, до 84 кг | Срібло |
| Чемпіонат світу з боротьби серед юніорів 2016  | Туреччина | греко-римська боротьба, до 84 кг | Срібло |
| Чемпіонат Європи з боротьби серед молоді 2015  | Туреччина | греко-римська боротьба, до 85 кг | 17     |
| Чемпіонат Європи з боротьби серед молоді 2016  | Туреччина | греко-римська боротьба, до 85 кг | 14     |
| Чемпіонат Європи з боротьби серед молоді 2017  | Туреччина | греко-римська боротьба, до 85 кг | 8      |
| Чемпіонат світу з боротьби серед молоді 2017   | Туреччина | греко-римська боротьба, до 85 кг | 18     |
| Чемпіонат світу з боротьби серед молоді 2018   | Туреччина | греко-римська боротьба, до 87 кг | 16     |
| Чемпіонат Європи з боротьби серед молоді 2019  | Туреччина | греко-римська боротьба, до 87 кг | Бронза |
| Чемпіонат світу з боротьби серед молоді 2019   | Туреччина | греко-римська боротьба, до 87 кг | 9      |